# Kantché
Kantché est une commune rurale du Niger appartenant au département de Kantché dans la région de Zinder. Elle comptait environ 49 706 habitants en 2010. Elle est entourée de plus de 49 villages dont les plus peuplés sont Dangoudaou et Tassaou. La majeure partie de la population est d'ethnie haoussa et de religion musulmane. Les activités économiques principales sont l'agriculture, l'élevage et le commerce.

## Géographie
La localité de Kantché est située à 70 km au sud-ouest du chef-lieu régional Zinder. 
| Garagoumsa | Garagoumsa |           |
| Korgom     | Kantché    | Ichirnawa |
| Korgom     | Daouché    | Matamèye  |

## Histoire
Dans les années 1850, la région de Kantché tente sans succès de rester indépendante face à la pression des deux sultanats voisins du Kanem-Bornou et du Damagaram. Finalement, Kantché est obligé de se livrer au sultanat de Damagaram,.
Le futur voyageur et auteur du premier texte imprimé en haoussa, Dorugu (vers 1839/1840-1912), originaire de la région de Kantché, est capturé et asservi à cette époque.

## Tourisme
La cité de Kantché est classée parmi les villes anciennes à architecture traditionnelle de la région de Zinder, les fêtes musulmanes de Kantché sont reconnues comme attraction socio-culuturelle.